# Hugo d’Homblieres
Hugo d'Homblieres (zm. w 1143) – francuski benedyktyn i kardynał.
Najpóźniej od roku 1132 był opatem klasztoru Homblieres w Pikardii. W 1136/37 kardynał-biskup Ostii Drogon de Champagne rekomendował go papieżowi Innocentemu II do nominacji kardynalskiej. Innocenty II skorzystał z tej rady dopiero po kilku latach, mianując go kardynałem-biskupem Albano prawdopodobnie w lutym 1143. Podpisywał bulle papieskie między 14 a 16 maja 1143 i zmarł przed 17 września tego samego roku.